# Fuerza Aérea Argentina
Argentyńskie Siły Powietrzne (Fuerza Aérea Argentina – FAA) – wojska lotnicze powstałe po II wojnie światowej. Formacja wojskowa, podlega prezydentowi kraju, lecz nadzór operacyjny sprawuje Ministerstwo Obrony, w skład którego wchodzą 4 dowództwa, z najważniejszym dowództwem Operacji Sił Powietrznych. Do pozostałych należy dbanie o logistykę i wsparcie, czym zajmują się: Dowództwo Zaopatrzenia, Dowództwo Szkolenia i Dowództwo Regionów Powietrznych. Głównym trzonem Argentyńskich Sił Powietrznych jest 9 brygad lotniczych, które są podzielone na grupy, których numeracja jest tożsama z numerem brygady macierzystej. Obecnie na ich wyposażeniu znajduje się 46 różnego typu samolotów.

## Wyposażenie

### Samoloty produkcji zagranicznej

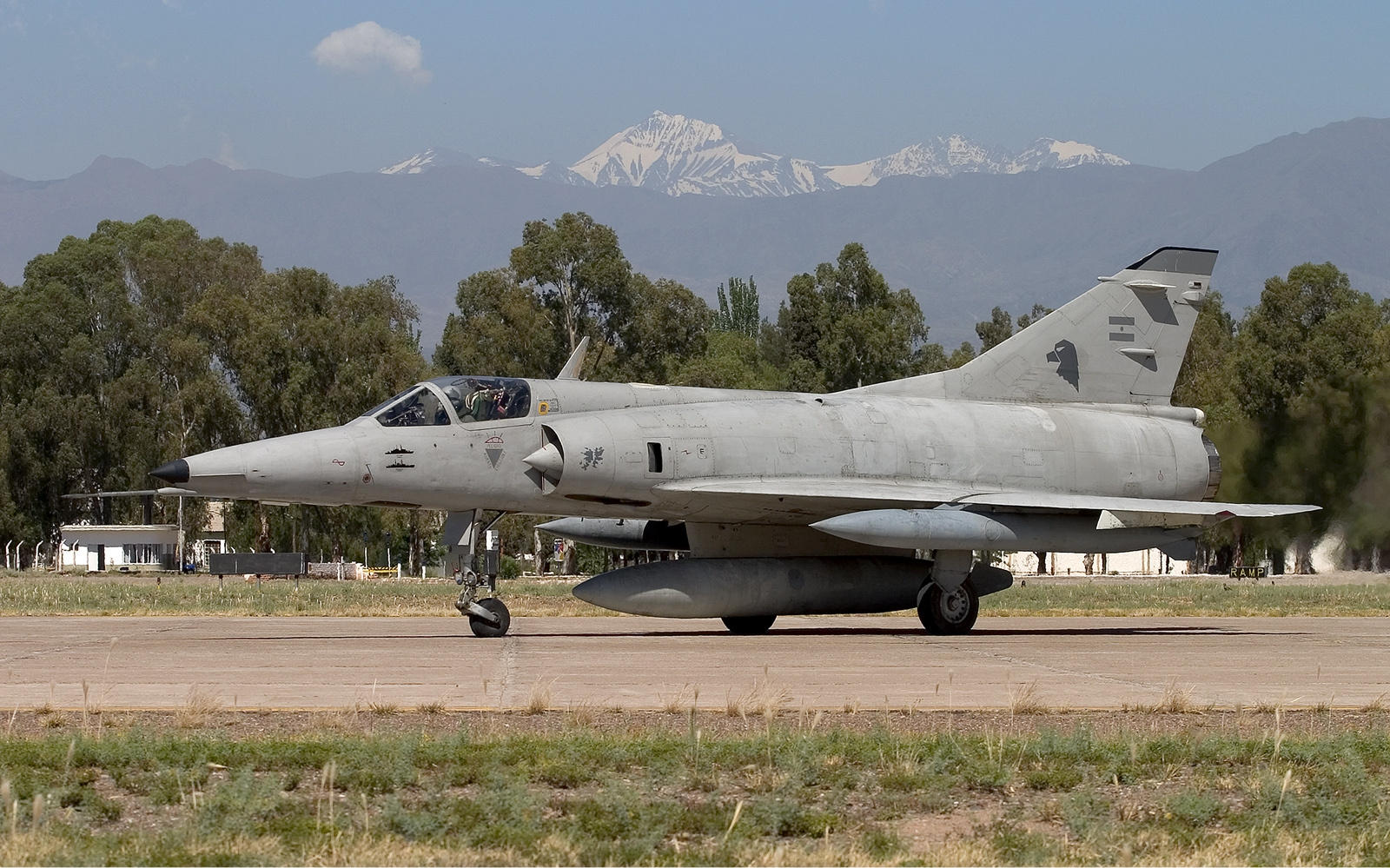
IAI Finger A

Jednym z głównych elementów sił bojowych były 3 grupy lotnicze wyposażone we francuskie Dassault Mirage III DA i Dassault Mirage 5, których 19 sztuk zostało pozyskanych z Izraela, podobnie jak samoloty jednomiejscowe Dagger. Z kolei samoloty w wersjach CJ i 3 III BJ dotarły w 1982 roku, a kolejne 10 Samolotów Mirage w wersji 5P pochodziło z Peru.
Samoloty Mirage IIIBJ/CJ miały jedynie 2 eskadry 4 Grupy Myśliwskiej z El Plumerillo, zaś maszyny pozyskane z Peru znajdowały się w eskadrze 10 Grupy Myśliwskiej w Rio Gallegos, ale największa ich koncentracja znajdowała się w bazie Tandil, niedaleko stolicy Argentyny, Buenos Aires, gdzie stacjonuje 6 Grupa Myśliwska. Posiadała ona 2 eskadry Daggerów i 2 eskadry Mirage’ów IIIEA/DA
Wszystkie Mirage’e i ich wersje pochodne wycofano ze służby 30 listopada 2015 roku. Od tego momentu rdzeń Fuerza Aérea Argentina stanowiło około dwudziestu A-4AR Fightinghawków, głęboko zmodernizowanej wersji amerykańskiego samolotu szturmowego Douglas A-4 Skyhawk. Te jednak uziemiono na nieokreślony czas z powodów technicznych w styczniu 2016 roku. Wycofanie A-4AR zaplanowano na rok 2018. Rząd Argentyny zrezygnował z poszukiwania następcy tych samolotów. Rozważano m.in. pozyskanie używanych IAI Kfir lub Dassault Mirage F1. W lutym 2017 roku Argentyna kupiła 12 samolotów szkolno-treningowych Beechraft Т-6С+ Texan II; zajmą one miejsce brazylijskich Tucano, zakupionych trzydzieści lat wcześniej. W listopadzie 2017 roku do Argentyny przybyły pierwsze cztery maszyny.
W 2013 roku wojska lotnicze Argentyny zakupiły od Kanady dwa śmigłowce Bell 412EP. W 2015 roku zakupiono w ramach amerykańskiego rządowego programu FMS (Foreign Military Sales) cztery kolejne śmigłowce Bell 412EP, odebrano je w zakładach koncernu Bell Helicopter w Fort Worth w Teksasie 11 grudnia 2017 roku.

### Samoloty produkcji krajowej
Głównym samolotem krajowym jest A-58 Pucara. Z uwagi na stary typ konstrukcji liczba samolotów pozostających w czynnej służbie jest mocno ograniczona. Inny samolot produkcji krajowej, A-63 Pampa, jest wykorzystywany do szkolenia podstawowego i zaawansowanego. Obecnie siły argentyńskie posiadają około 100 samolotów tego typu. 4. Grupa Myśliwska dysponuje także kilkoma śmigłowcami ratowniczymi Aerospatiale SA-315B Lama.
| Zdjęcie                     | Samolot                                  | Typ                                     | Wersja              | Liczba sztuk        | Uwagi |
| Samoloty myśliwskie         | Samoloty myśliwskie                      | Samoloty myśliwskie                     | Samoloty myśliwskie | Samoloty myśliwskie | Samoloty myśliwskie |
| --------------------------- | ---------------------------------------- | --------------------------------------- | ------------------- | ------------------- | --- |
|                             | 🇺🇲 Lockheed Martin F16 Flighteeng Falcon | Myśliwiec wielozadaniowy                | Block A/B 15MLU     | 24                  | Stany Zjednoczone zatwierdziły transfer 24 samolotów z Danii; [ 78 ] list potwierdzający podpisany przez Argentynę, kwiecień 2024 r. [ 79 ] |
|                             | McDonnell Douglas A-4 Skyhawk            | samolot szturmowy                       | A-4AR               | 24                  | Lockheed Martin zmodernizował 36 eksamerykańskich A-4M do standardu A-4AR Fightinghawk w latach 1996–1999, zastąpiły A-4B/C.                |
|                             | FMA IA-63 Pampa                          | lekkie uderzenie                        | IA-63               | 8                   | |
| Samoloty szturmowe          |                                          |                                         |                     |                     | |
|                             | FMA IA 58 Pucará                         | samolot bliskiego wsparcia              | IA-58               | 22                  | |
| Specjalnego przeznaczenia   |                                          |                                         |                     |                     | |
|                             | Learjet 35                               | rozpoznawcze/kartografia                | 35A                 | 2                   | |
| Powietrzne tankowce         |                                          |                                         |                     |                     | |
|                             | Lockheed C-130 Hercules                  | powietrzny tankowiec                    | KC-130H             | 2                   | |
| Samoloty transportowe       |                                          |                                         |                     |                     | |
|                             | Lockheed C-130 Hercules                  | transportowiec                          | C-130H L-100        | 4                   | |
|                             | Fokker F28 Fellowship                    | transportowiec                          | F-28                | 2                   | F28-1000/4000, używane poprzez LADE. |
|                             | Beechcraft King Air                      | transport VIP                           |                     | 2                   | |
|                             | Twin commander                           | transport VIP                           |                     | 3                   | |
| Samoloty szkolno-treningowe |                                          |                                         |                     |                     | |
|                             | Beechcraft T-6 Texan II                  | szkolenie podstawowe                    | T-6C+               | 12                  | |
|                             | Beechcraft King Air                      | szkolenie załogi                        | King Air 200        | 1                   | |
|                             | Embraer EMB 312 Tucano                   | szkolenie podstawowe                    |                     | 15                  | |
|                             | FMA IA 63 Pampa                          | szkolenie zaawansowane/samolot wsparcia | IA-63               | 18                  | |
|                             | Grob G 120TP                             | trener lotu                             |                     | 7                   | |
|                             | Lockheed Martin A-4AR Fightinghawk       | szkolenie podstawowe                    | OA-4AR              | 3                   | |
| Śmigłowce                   |                                          |                                         |                     |                     | |
|                             | Bell 412                                 | śmigłowiec użytkowy                     | 412EP               | 6                   | |
|                             | Bell 212                                 | śmigłowiec użytkowy                     |                     | 7                   | |
|                             | Mi-171E                                  | śmigłowiec użytkowy                     |                     | 2                   | 3 kolejne zamówione, do zaopatrywania arktycznych baz.                                                                                      |
|                             | Aérospatiale SA 315B Lama                | poszukiwawczo-ratownicze                | SA-315B             | 3                   | |
|                             | McDonnell Douglas MD-500                 | użytkowy szkolny                        | 500D                | 9                   | |
|                             | Sikorsky S-76 Spirit                     | VIP                                     | S-76                | 2                   | |
|                             | Sikorsky S-70                            | VIP                                     |                     | 1                   | |

### Wycofane
|  |  |  |  |  |

- North American F-86 Sabre - 28× F-86F 1960-1986 (ex-USAF)
- Douglas A-4 Skyhawk - 50× A-4P(B) 1966-1999, 25× A-4C 1976-1999 (ex-USN A-4B/C)
- English Electric Canberra - 10× B.62, 2× T.64 1970-1982 (ex-RAF)
- Dassault Mirage III - 17× IIIEA, 4× IIDA 1972-2015, 19× IIICJ, 3× IIIBJ 1982-2012
- IAI Dagger/Finger - 35× A, 4× B 1978-2015
- Dassault Mirage 5 - 10× 5P 1982-2015
- Morane-Saulnier/FMA MS.760 Paris - 48× CH-47C 1959-2007
- Cessna 210
- Cessna 182 - 40× 182 1969-
- Cessna 185 - 12× U-17 1971-
- Cessna 207 - 9× U-207 1975-
- Cessna 172 - 5× T-41 1976-
- Cessna 210 - 48× CH-47C 1959-2007
- Boeing CH-47 Chinook - 3× CH-47C 1980-2002